# Mon oncle (film, 1917)
Pour l’article homonyme, voir Mon oncle.
Mon oncle est un film muet français réalisé par Louis Feuillade, sorti en 1917.

## Fiche technique
- Titre : Mon oncle
- Réalisation : Louis Feuillade
- Société de production : Société des Établissements L. Gaumont
- Format : Noir et blanc - Muet - 1,33:1 - 35 mm
- Métrage : 587 m
- Genre : Court métrage
- Date de sortie : 
  - France : septembre 1917

## Distribution
- René Cresté
- Yvonne Dario
- Louis Leubas
- Marcel Lévesque
- Gaston Michel
- Musidora